# Метеор (теплоход)
«Метео́р» (проекты 342, 342Э, 342У) — массовая серия советских скоростных речных пассажирских теплоходов на подводных крыльях (СПК), разработанных горьковским (ныне нижегородским) Центральным конструкторском бюро по СПК под руководством Ростислава Алексеева. Хорошие мореходные качества позволяют «Метеорам» выходить в каботажное плавание в прибрежные районы моря. Наряду с теплоходом «Ракета» меньшей размерности, «Метеор» был и является самым массовым в СССР и мире СПК (выпущено более 400 единиц), эксплуатируясь в почти двух десятках стран в разных местах планеты.
Послужил основой для имеющих сходный обтекаемый аэродинамический дизайн массовых речных аналогов меньшей размерности «Беларусь» и «Восход», единичных речных аналогов большей размерности «Спутник» и «Буревестник», а также массовых специализированных морских аналогов «Комета» и «Колхида».

## История
19 мая 1959 года был утверждён проект, а уже в октябре было спущено на воду первое экспериментальное судно на подводных крыльях «Метеор», ходовые испытания которого проходили с 1 ноября 1959 года до 17 ноября 1959 года. В процессе ходовых испытаний первый «Метеор», построенный на заводе «Красное Сормово», прошёл путь от Горького до Феодосии и был оставлен там на зимний период. Весной 9 мая 1960 года первый «Метеор» вышел в обратный путь из Феодосии и 14 мая 1960 года пришёл в Горький. В июне 1960 года «Метеор» был представлен Н. С. Хрущёву. Присутствовавший при этом авиаконструктор А. Н. Туполев был впечатлён «Метеором» и попросил Р. Е. Алексеева о совместном управлении судном.
Далее был построен «Метеор-2». Судно вошло в состав Волжского объединённого пароходства МРФ РСФСР, а одним из его капитанов стал прославленный лётчик Герой Советского Союза Михаил Девятаев, который в годы Великой Отечественной войны смог бежать из плена, угнав вражеский бомбардировщик.
Серийный выпуск «Метеоров» был налажен на Зеленодольском судостроительном заводе имени А. М. Горького в Татарстане. Более 400 теплоходов этой серии было построено с 1961 года по 1999 год, а также две единицы в 2006 году. При этом в конце 1990-х производилась модификация «Метеор-2000» с импортными двигателями и кондиционерами, которая также поставлялась в Китай. К 2007 году линия по производству «Метеоров» на заводе демонтирована, заложены каверно-глиссирующие теплоходы нового проекта А45-1. В 2010-х годах на заводе-изготовителе и в Санкт-Петербурге была произведена модернизация нескольких «Метеоров», однако к настоящему времени большинство единиц серии подверглось массовому списанию, а места их эксплуатации вместо почти повсеместных на больших реках и озёрах стали крайне ограниченными.
В СССР практически все «Метеоры» были номерными, но в постсоветское время некоторые из них при переименовании или изготовлении получили имена по их создателям, капитанам, героям, военачальникам, святым и другие — «Конструктор Алексеев» (бывший Метеор-161), «Инженер Зайцев» (-68 и −177), «Механик Каргин» (-101 и −215), «Вячеслав Каргин» (-249), «Владимир Нефёдов» (-212), «Капитан Князев» (-250), «Геннадий Куклев» (-240), «Сергей Торбин» (-245), «Капитан Макаровский» (-242), «Капитан Лаврентьев» (-244), «Генерал Карбышев» (-10), «Генерал Жмаченко» (-11), «Генерал Гирич» (-13), «Генерал Лукач» (-17), «Василь Засенко» и «Адмирал» (-43), «Вице-адмирал Каплунов» (-45), «Герои Триполья» (-15), «Сунь-Ятсен» (-178), «Святитель Алексий» и «Патриарх Алексий II» (-013), «Андрей Первозванный» (-195), «Преподобный Серафим» (-191), «Инженер Ерлыкин» и «Игумен Назарий» (-201), «Кола Бельды» (-232), «Шота Гогоришвили» (-18), «Верный» (-235), «Союз» (-34), «Андромеда» (-38), «Гермес» (-170), «Ясон» (-217), «Персей» (-241), «Юпитер» (-214), «Беркут», «Зеленодольск», «Даная» («Виват Россия»), «Адмирал», «Петров Град» («Элиен Руслан» и «Медея»).
Подавляющее большинство «Метеоров» имело белую окраску, однако некоторые имели окраску других цветов по желанию заказчика при изготовлении или перекраске в ходе эксплуатации — например, светло-зелёные в Нидерландах изначально и некоторые в Карелии ныне, бело-сине-красные в Словакии и Китае, красные в Китае.
Некоторые списанные «Метеоры» стоят на постаментах как суда-памятники — «Метеор-001» в Нижнем Новгороде, «Метеор-193» в Казани.
Ранее также
«Генерал Карбышев» был установлен как памятник на постаменте в селе Прохоровка,
«Метеор-45» был установлен как памятник на постаменте в селе Приволжье,
«Метеор-51» был установлен как памятник на постаменте в поселке Сумкино,
«Метеор-5» был установлен как памятник на постаменте на территории Ахтубинского СРЗ,
«Метеор-5» использовался как кафе на постаменте в городе Энергодар Запорожской области,
«Метеор-62» использовался как кафе на постаменте в Балаково,
«Метеор-105» использовался как кафе «Лукоморье» на постаменте в парке в городе Покачи,
«Метеор-9» использовался как бар, видеосалон и зал для игровых автоматов на постаменте в Каневе,
«Метеор-8» использовался как видеосалон «Херсон» на постаменте в Одессе,
«Метеор-95» использовался как клуб игровых автоматов на постаменте в Ханты-Мансийске,
«Метеор-29» использовался как библиотека на постаменте на турбазе «Чайка» у Старомаинского залива близ села Садовка,
«Метеор-48» использовался как частная дача ниже Казани.
«Метеор-216» установлен в парке «Прибрежный» в Ульяновске.
Также использовавшийся на Украине и в Марокко «Метеор-42» при транспортировке в Южную Америку был затоплен по недоразумению на Канарских островах и какое-то время до разрушения штормом использовался как подводный аттракцион искусственный риф для дайверов.

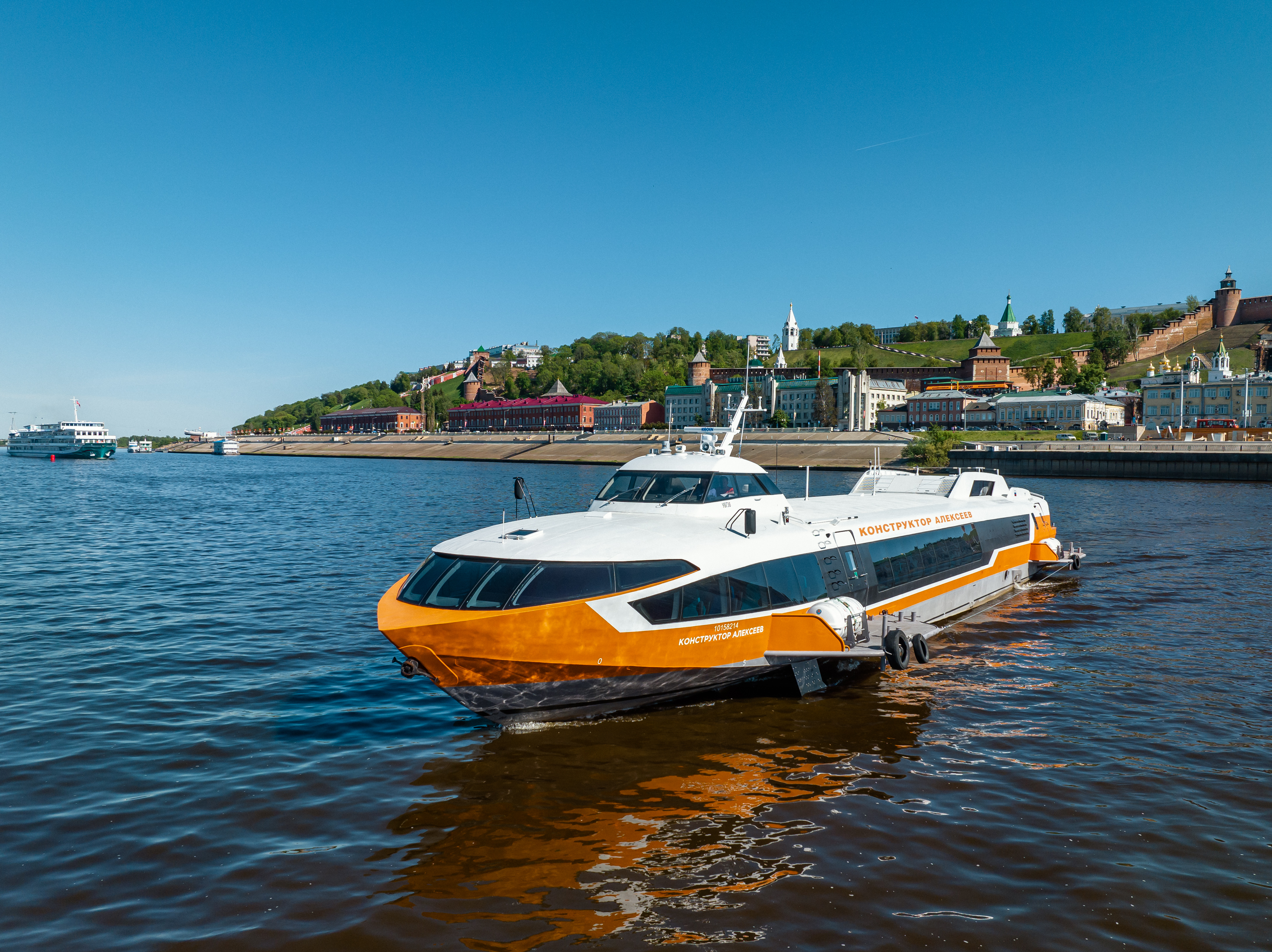
Судно на подводных крыльях «Метеор 120Р» проекта 03580 у берегов Нижнего Новгорода

23 декабря 2019 года в ЦКБ по СПК им. Р. Алексеева заложено головное судно проекта 03580 «Метеор 120Р», призванное прийти на смену старым «Метеорам». Головное судно спущено на воду 3 августа 2021 года), второе судно проекта — 25 мая 2022 года.
16 июня 2022 года инновационное скоростное пассажирское судно на подводных крыльях «Метеор 120Р» представили в Санкт-Петербурге на Петербургском международном экономическом форуме. К декабрю того же года число заложенных судов проекта достигло семи. За 2023 год из них было спущено на воду четыре. 

## Описание

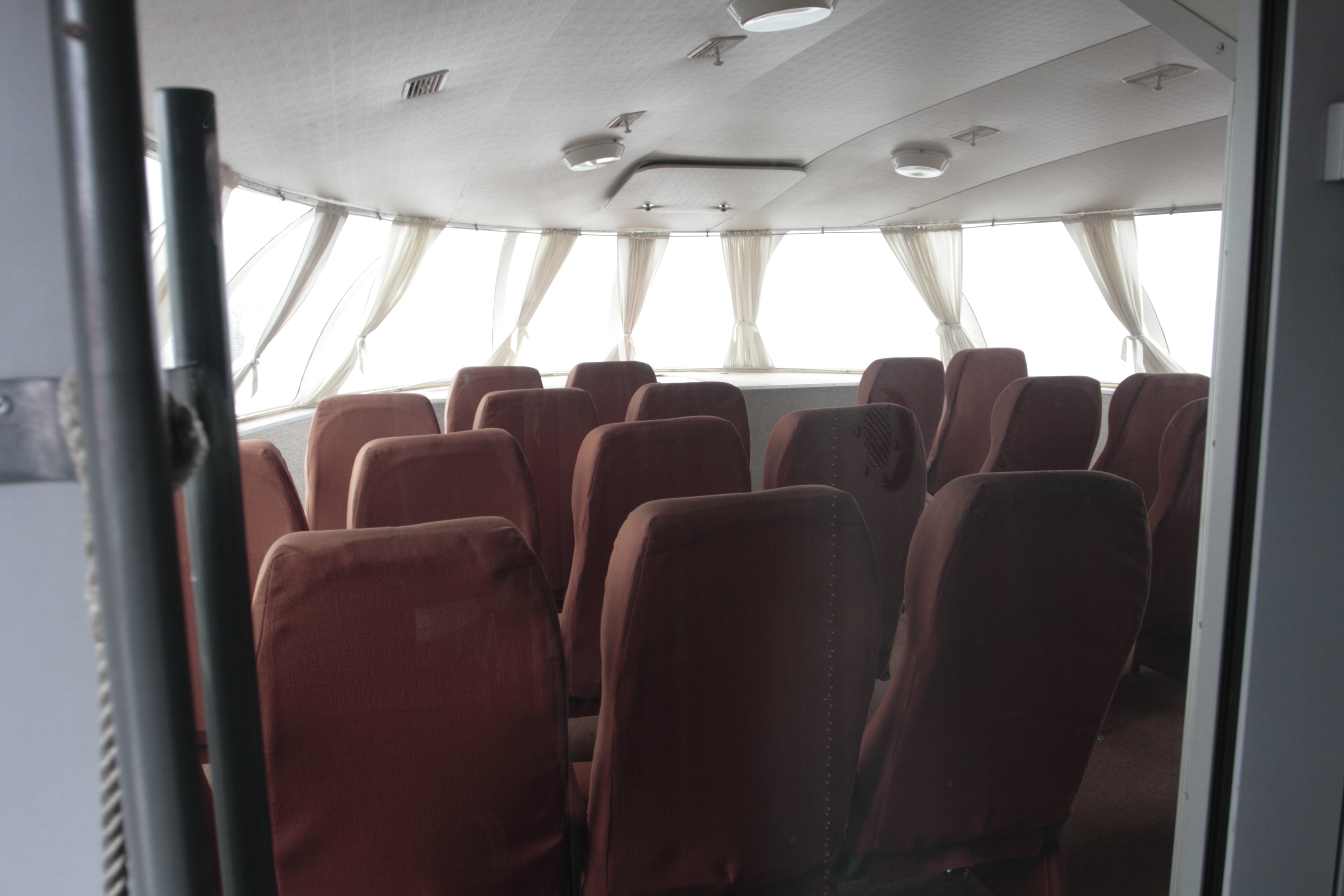
Носовой салон

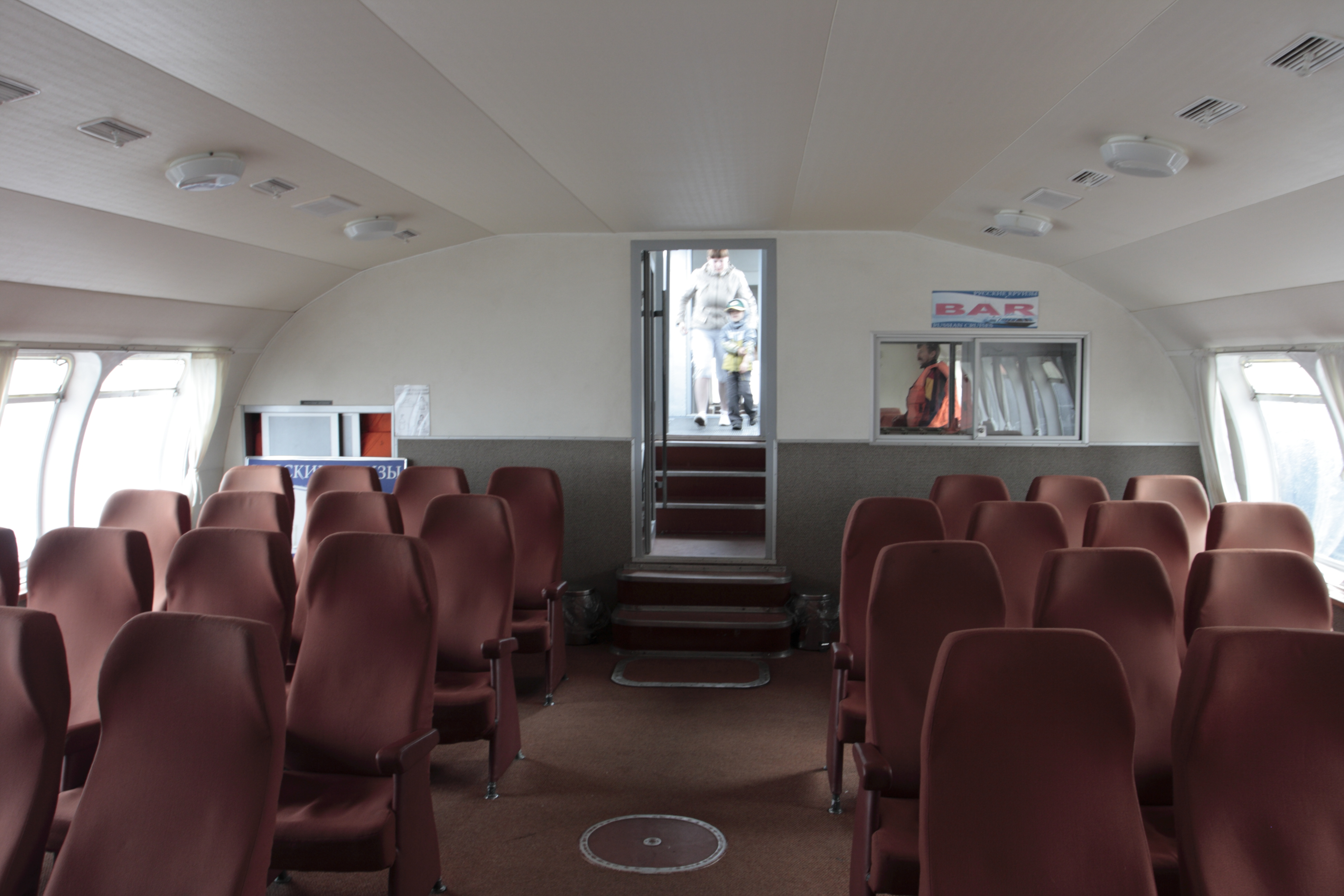
Средний салон

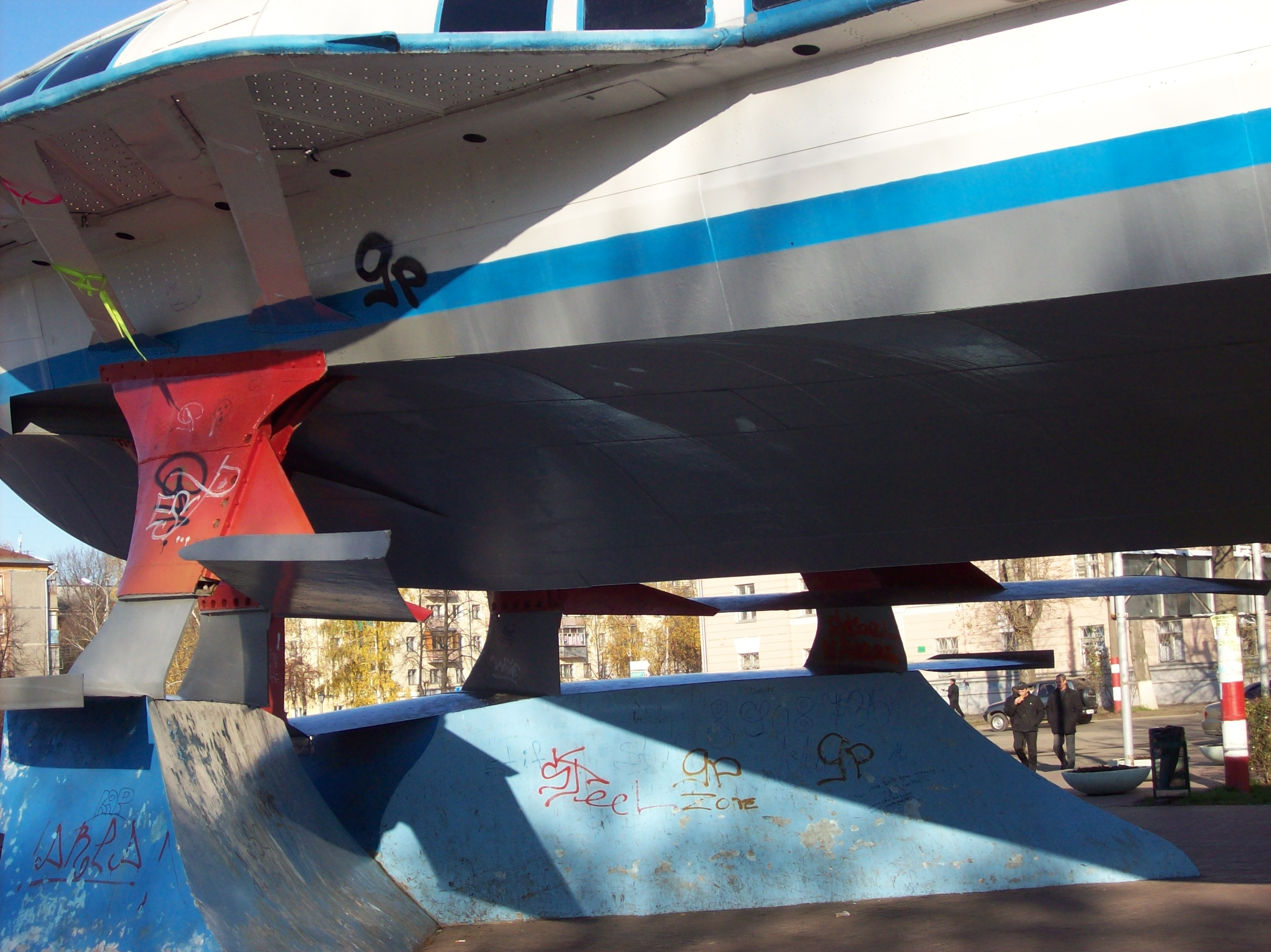
Носовое крыло и закрылки (вид с левого борта)

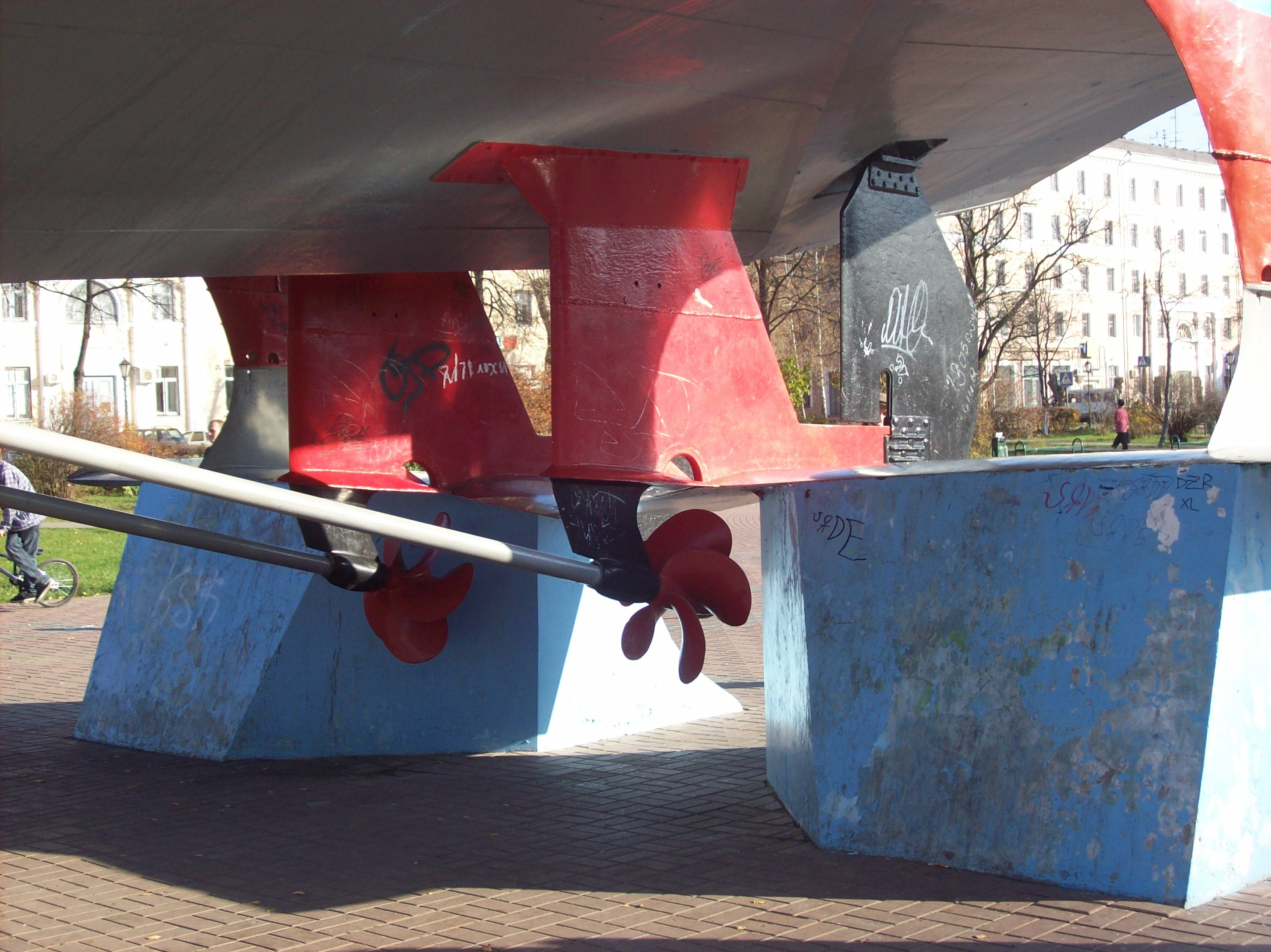
Гребные винты

Теплоход Метеор проекта 342Э — дюралевый, дизельный, однопалубный, двухвальный теплоход на подводных крыльях, предназначен для скоростных перевозок пассажиров в светлое время суток по судоходным рекам, пресноводным водохранилищам и озёрам в районах с умеренным климатом. Система дистанционного управления и контроля обеспечивает управление теплоходом непосредственно из ходовой рубки.
Крыльевое устройство состоит из носового и кормового несущих крыльев и двух закрылков, закреплённых на бортовых и днищевых стойках носового крыла.

### Двигатели
В качестве главных двигателей на теплоходе могут быть установлены два дизеля водяного охлаждения типа М-400 (12ЧНС18/20) правого и левого вращения. Эти двенадцатицилиндровые четырёхтактные дизели конвертированы из авиационных М-40 и оборудованы турбонаддувом и реверсивной муфтой; номинальная мощность каждого — 1000 л. с. при 1700 об/мин. Движители — два пятилопастных гребных винта фиксированного шага диаметром 710 мм. Для обслуживания силовой установки и судовых нужд установлен комбинированный агрегат дизель-генератор-компрессор-помпа. Агрегат состоит из дизельного двигателя мощностью 12 л. с. при 1500 об./мин. со стартерным и ручным пуском, генератора мощностью 5,6 кВт, компрессора и вихревого самовсасывающего насоса. Механическая установка теплохода управляется с постов в ходовой рубке и в машинном отделении.

## Галерея

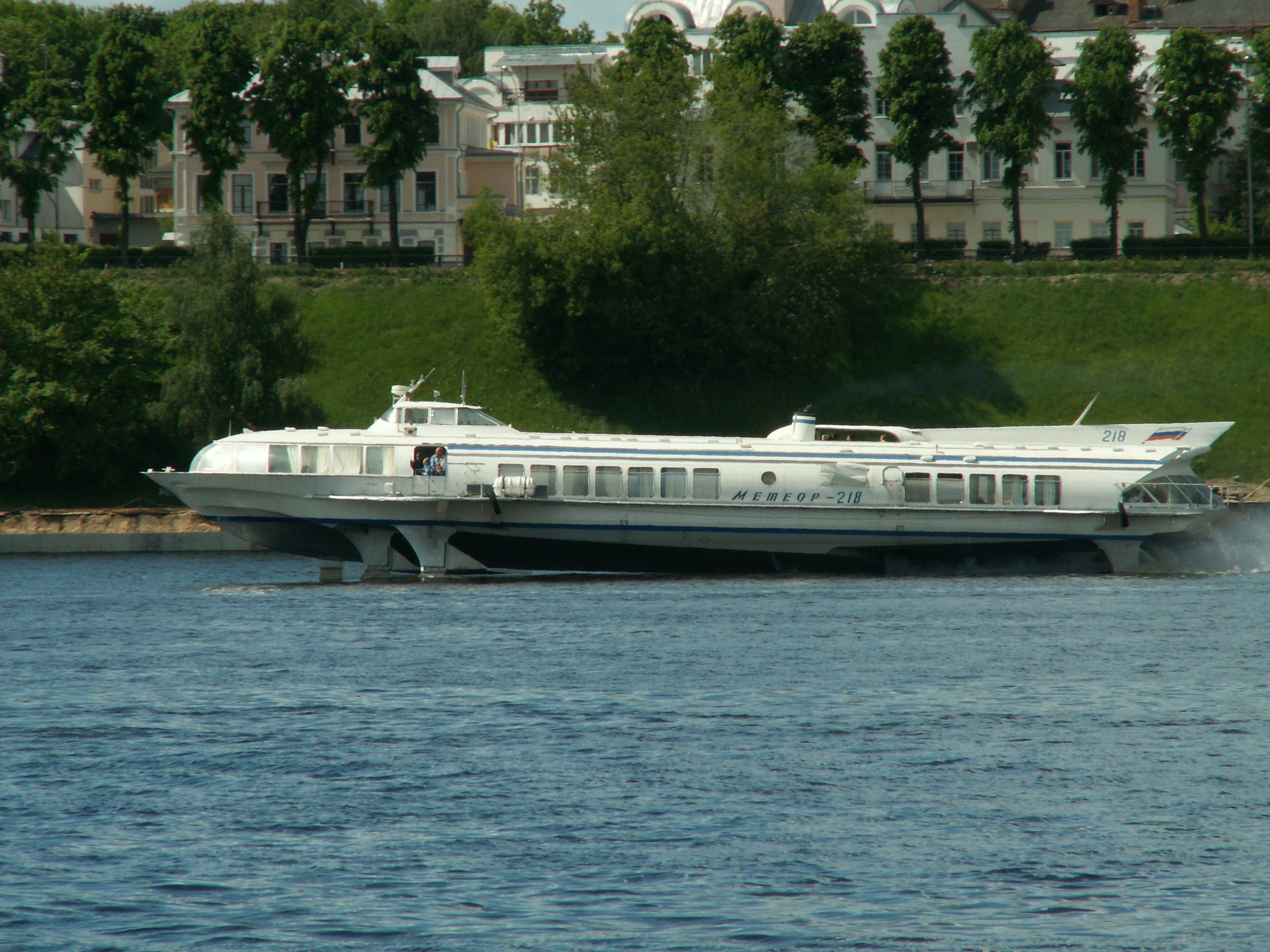
Судно «Метеор-218» на реке Волга, 2009 год.
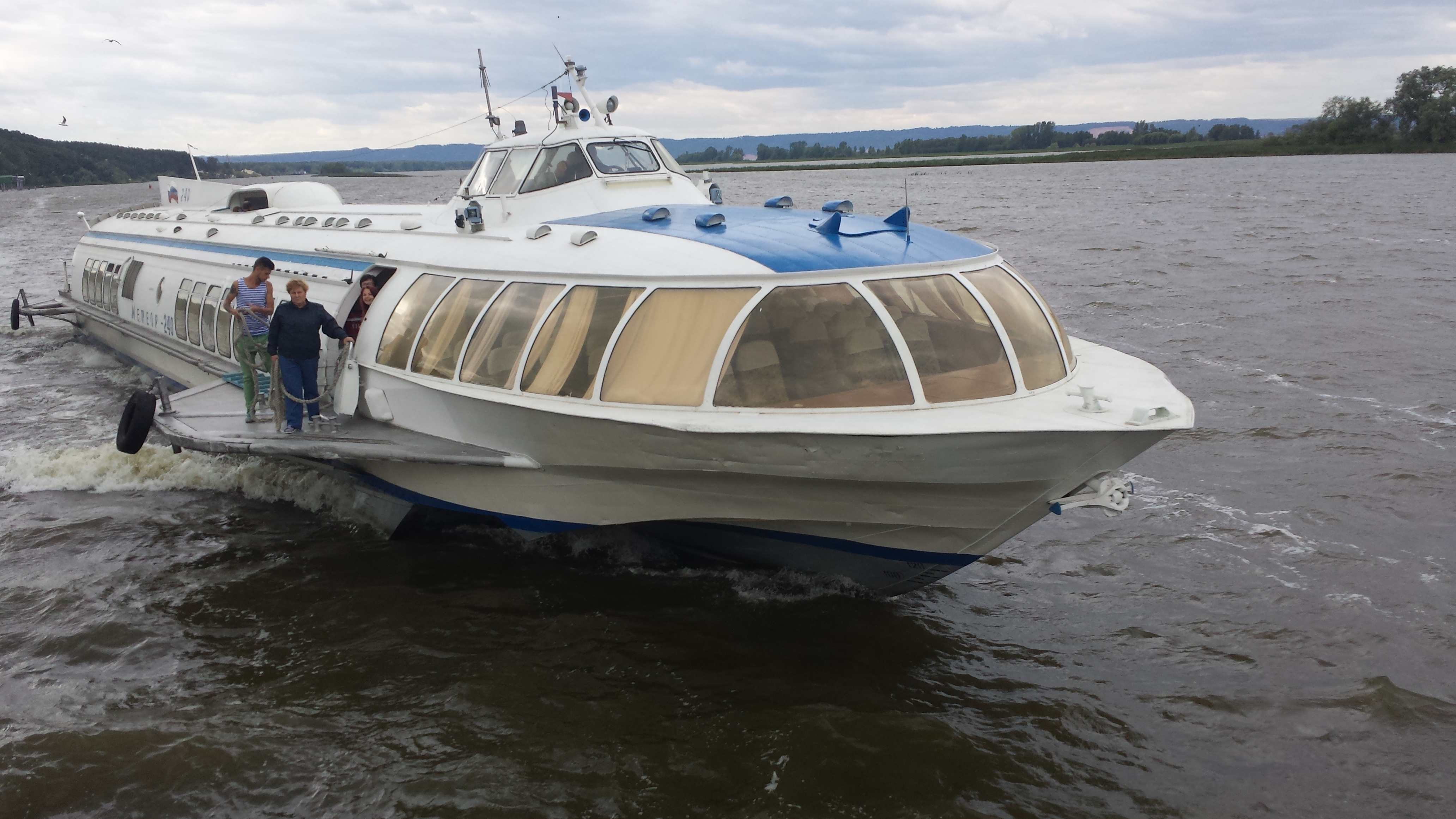
Судно «Метеор-240» на реке Волга, 2014 год.
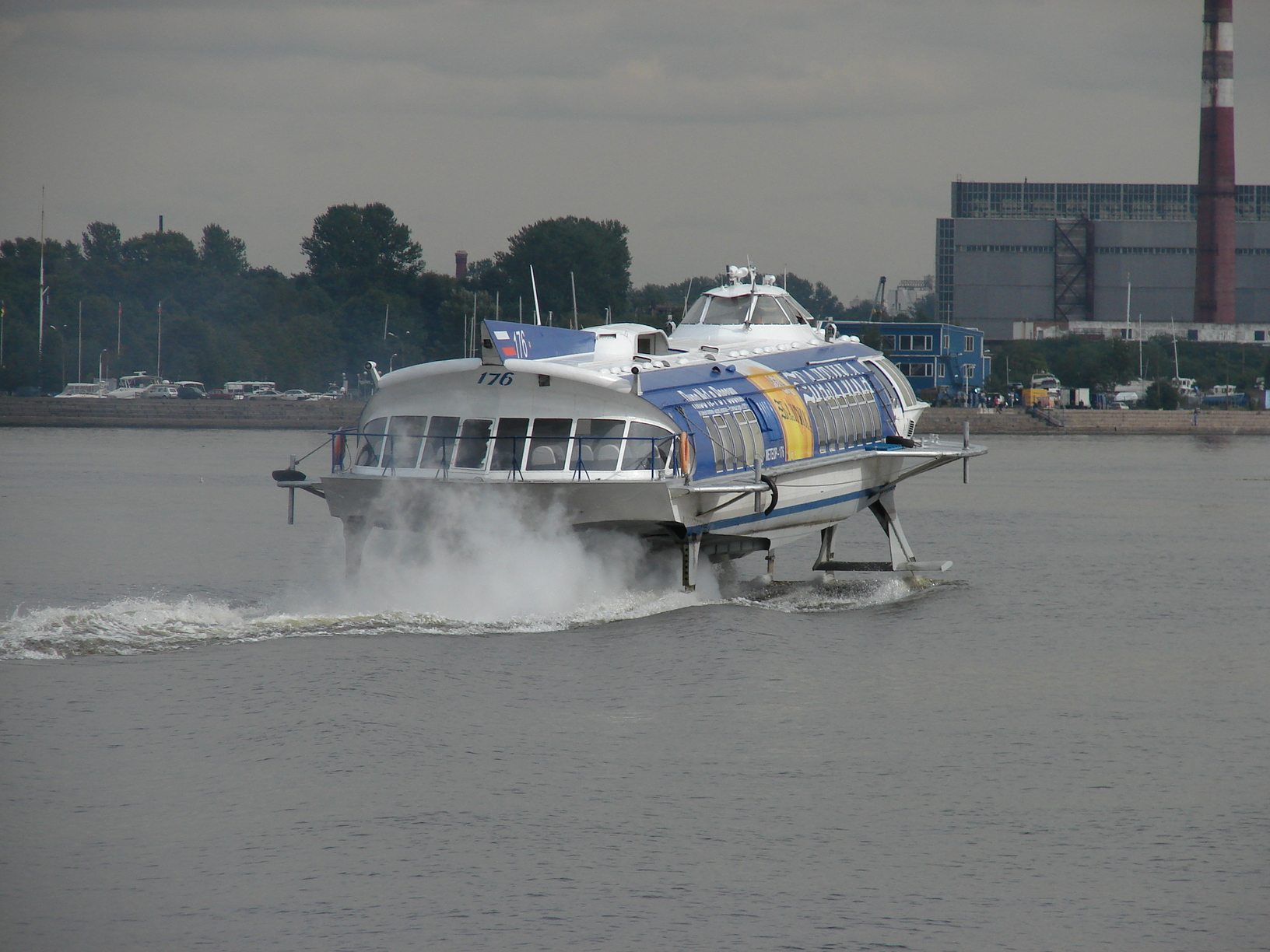
Судно «Метеор-176» на реке Нева, 2008 год.
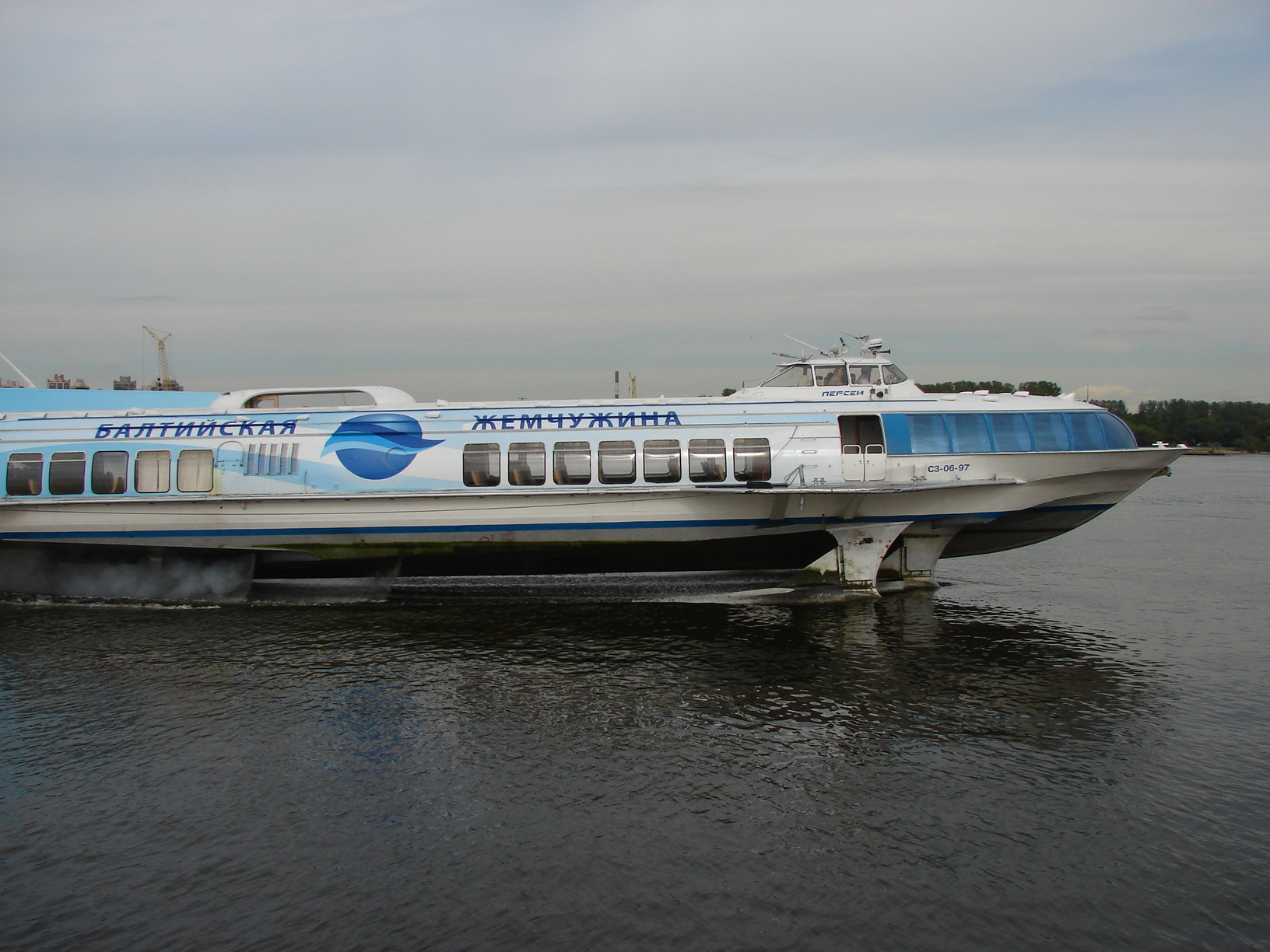
Судно «Персей» типа «Метеор» на реке Нева, 2009 год.
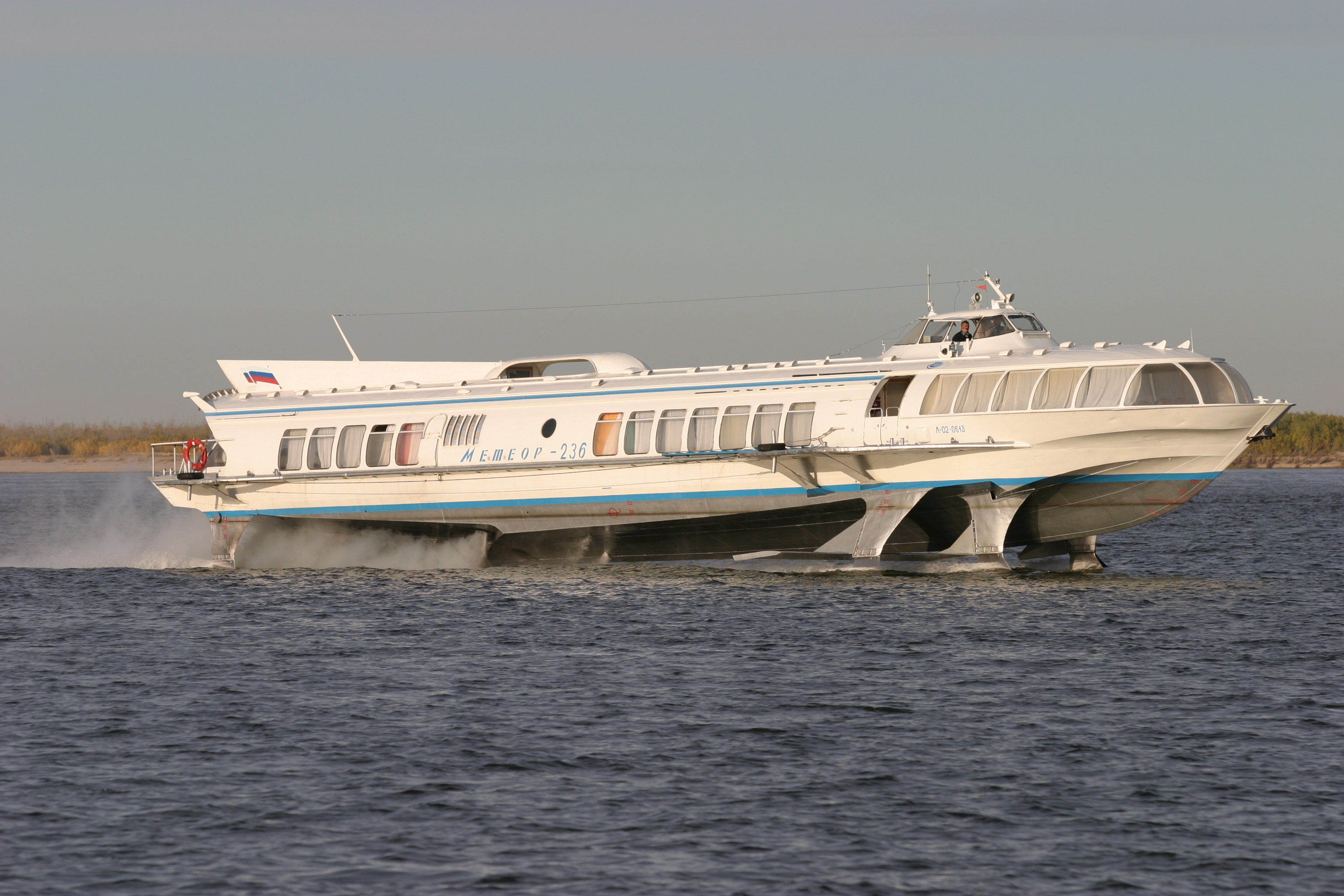
Судно «Метеор-236» на реке Лена, 2004 год.
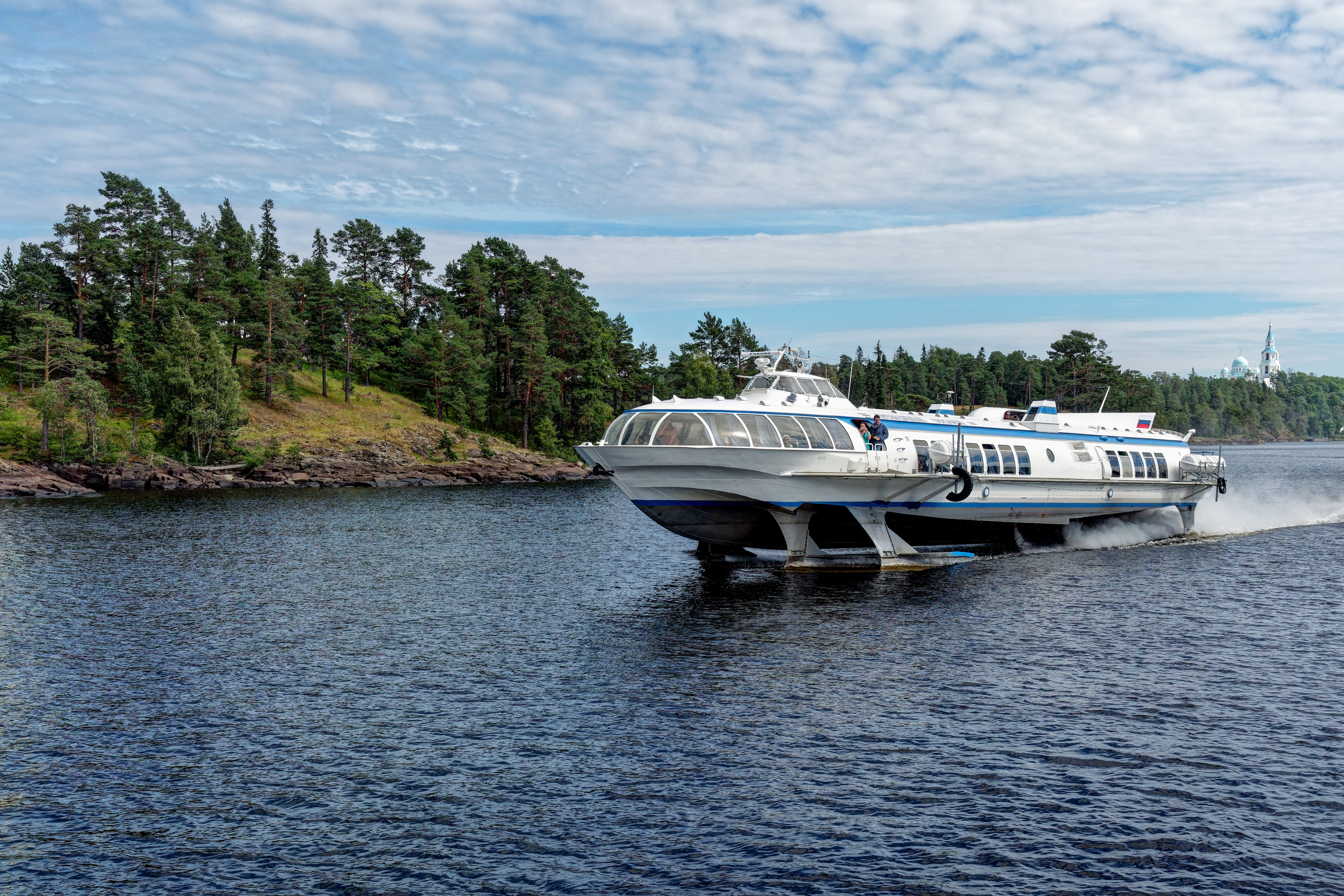
Судно «Преподобный Серафим» типа «Метеор» на Ладожском озере, 2016 год.
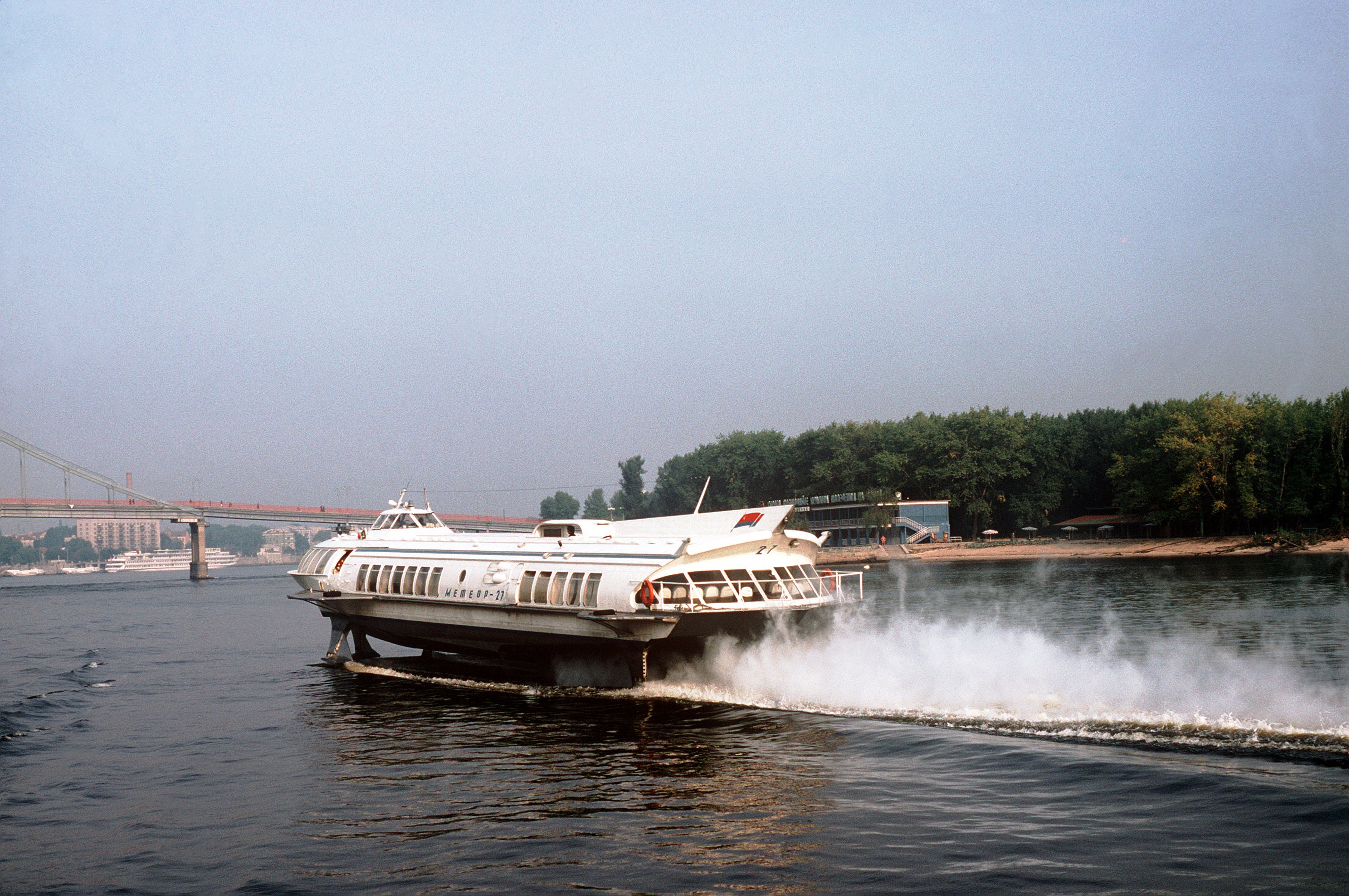
Судно «Метеор-27» на реке Днепр, 1985 год.
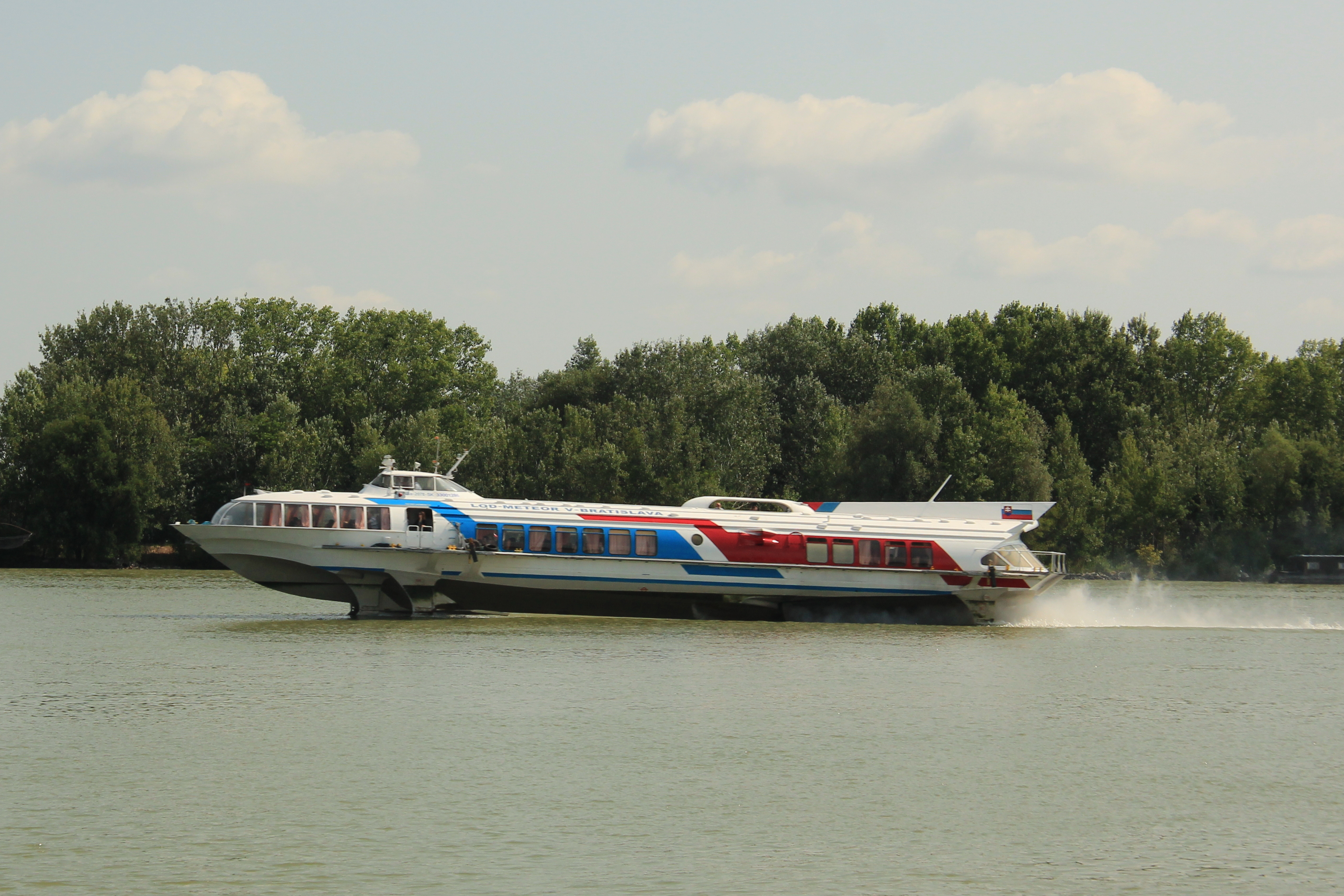
Судно «Meteor» типа «Метеор» на реке Дунай в Словакии, 2013 год.
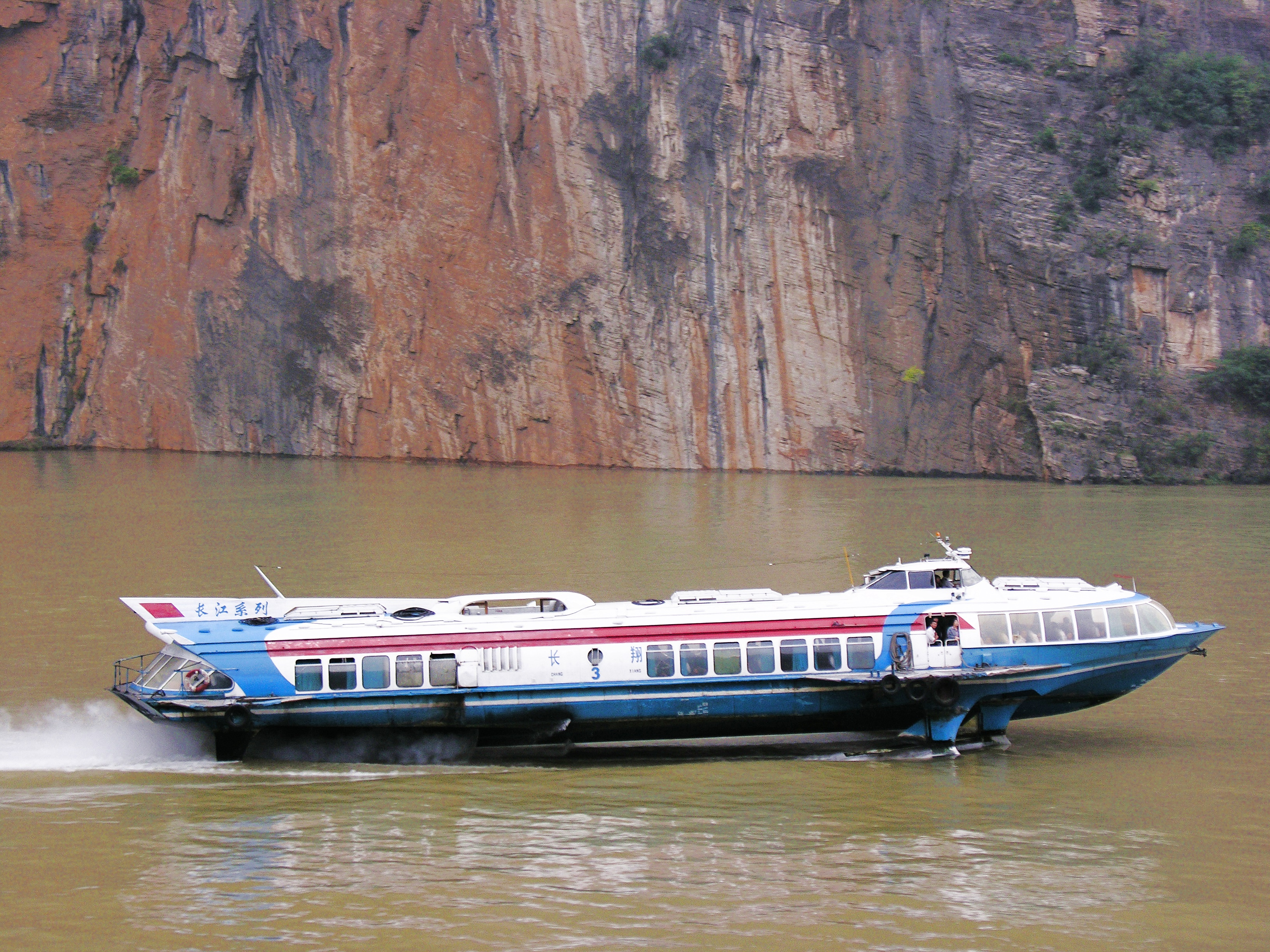
Судно «Метеор» на реке Янцзы в Китае, 2006 год.
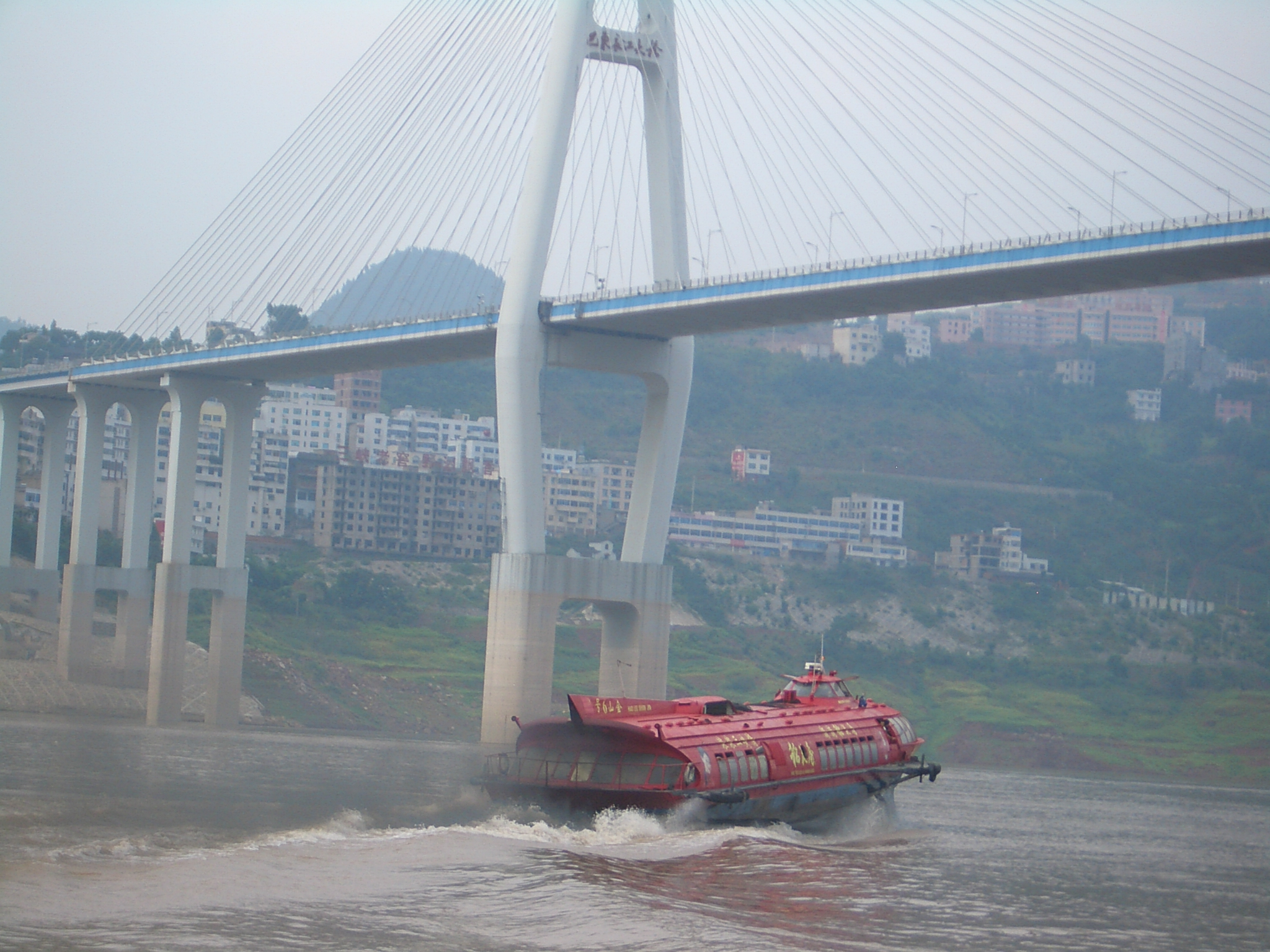
Судно «Метеор» на реке Янцзы в Китае, 2009 год.
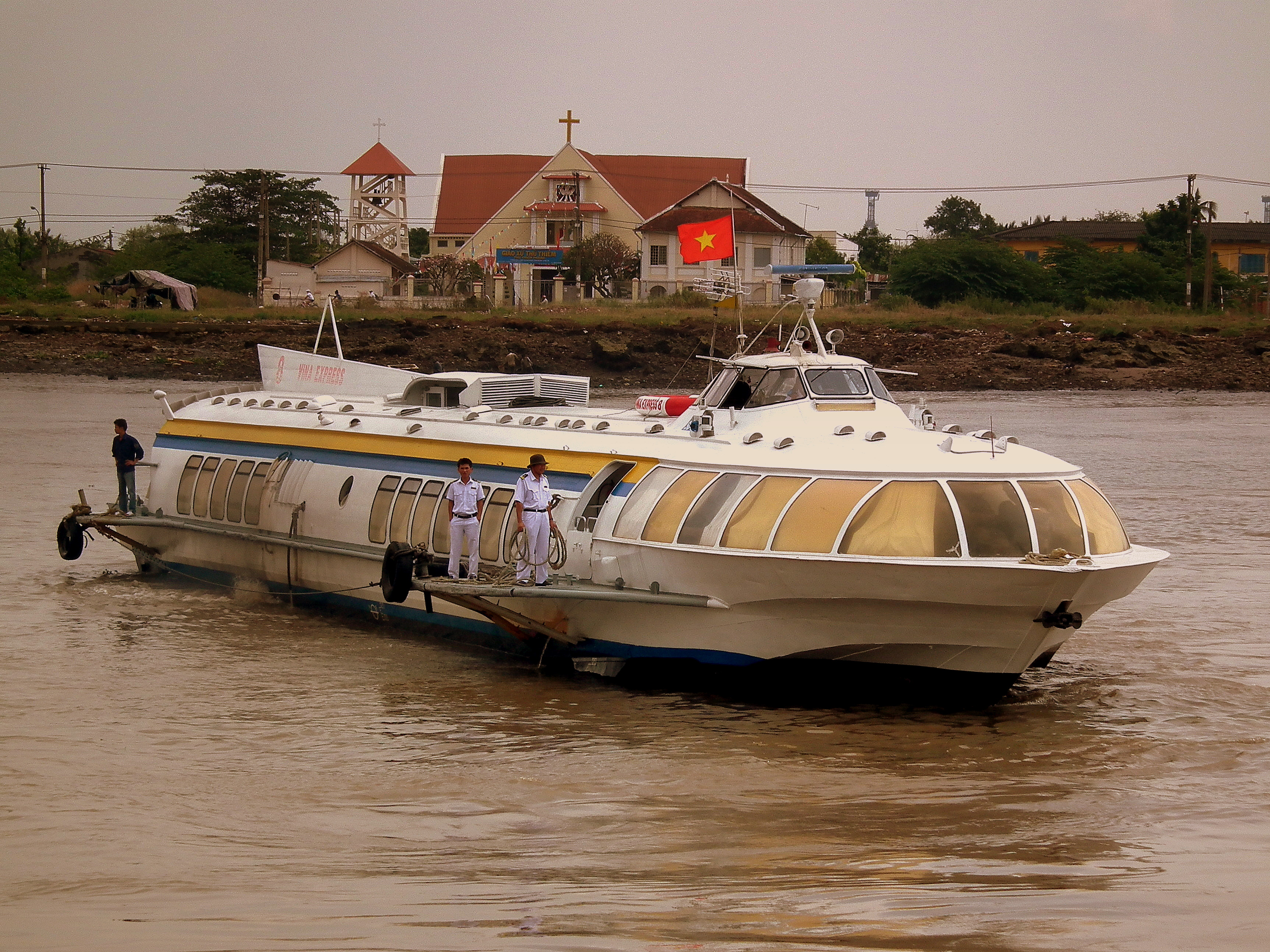
Судно «Vina Express» типа «Метеор» на реке Сайгон во Вьетнаме, 2012 год.
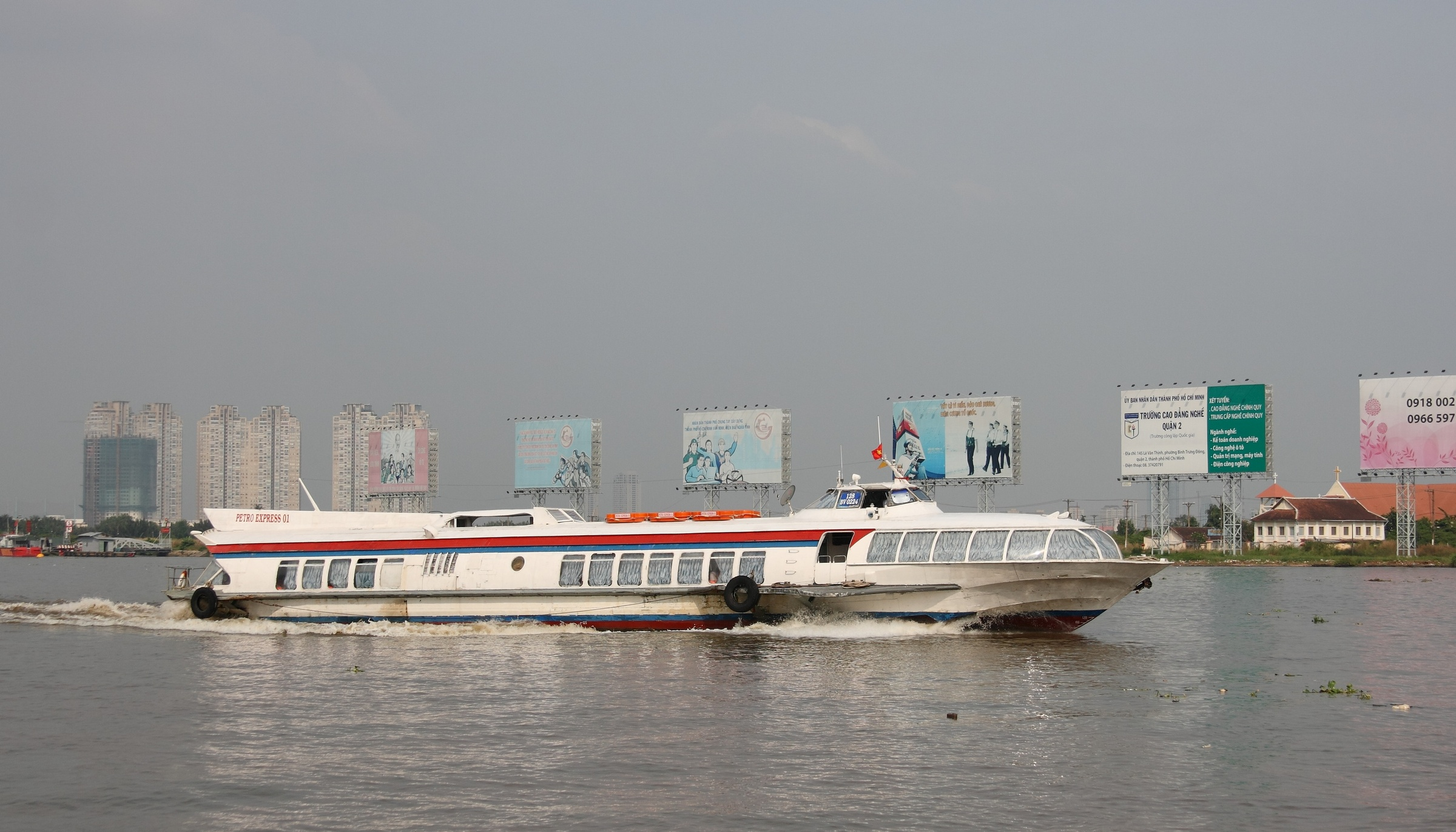
Судно «Petro Express-01» типа «Метеор» на реке Сайгон во Вьетнаме, 2013 год.
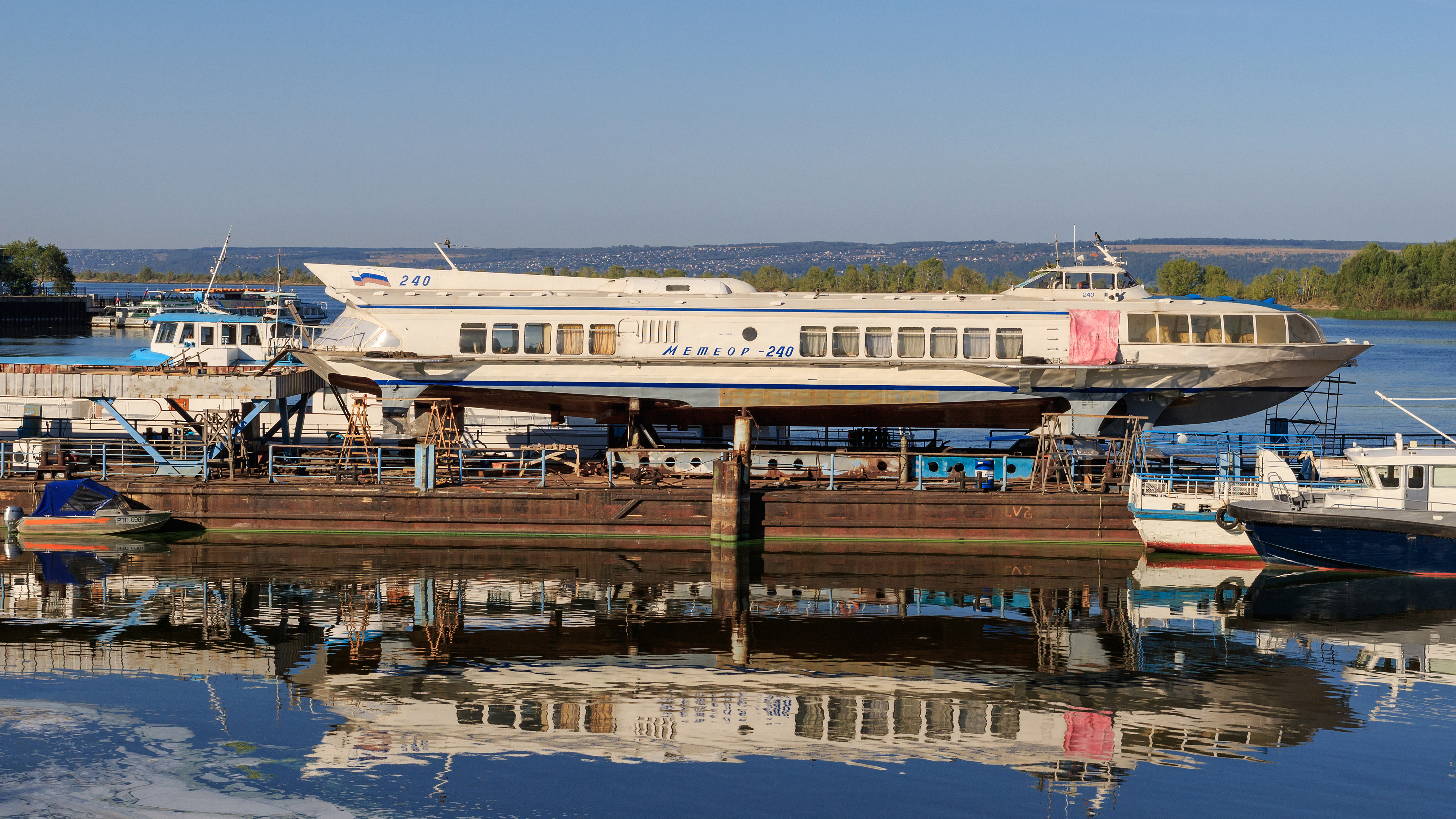
Судно «Метеор-240» на реке Волга на дебаркадере для зимовки в Казани, 2016 год.
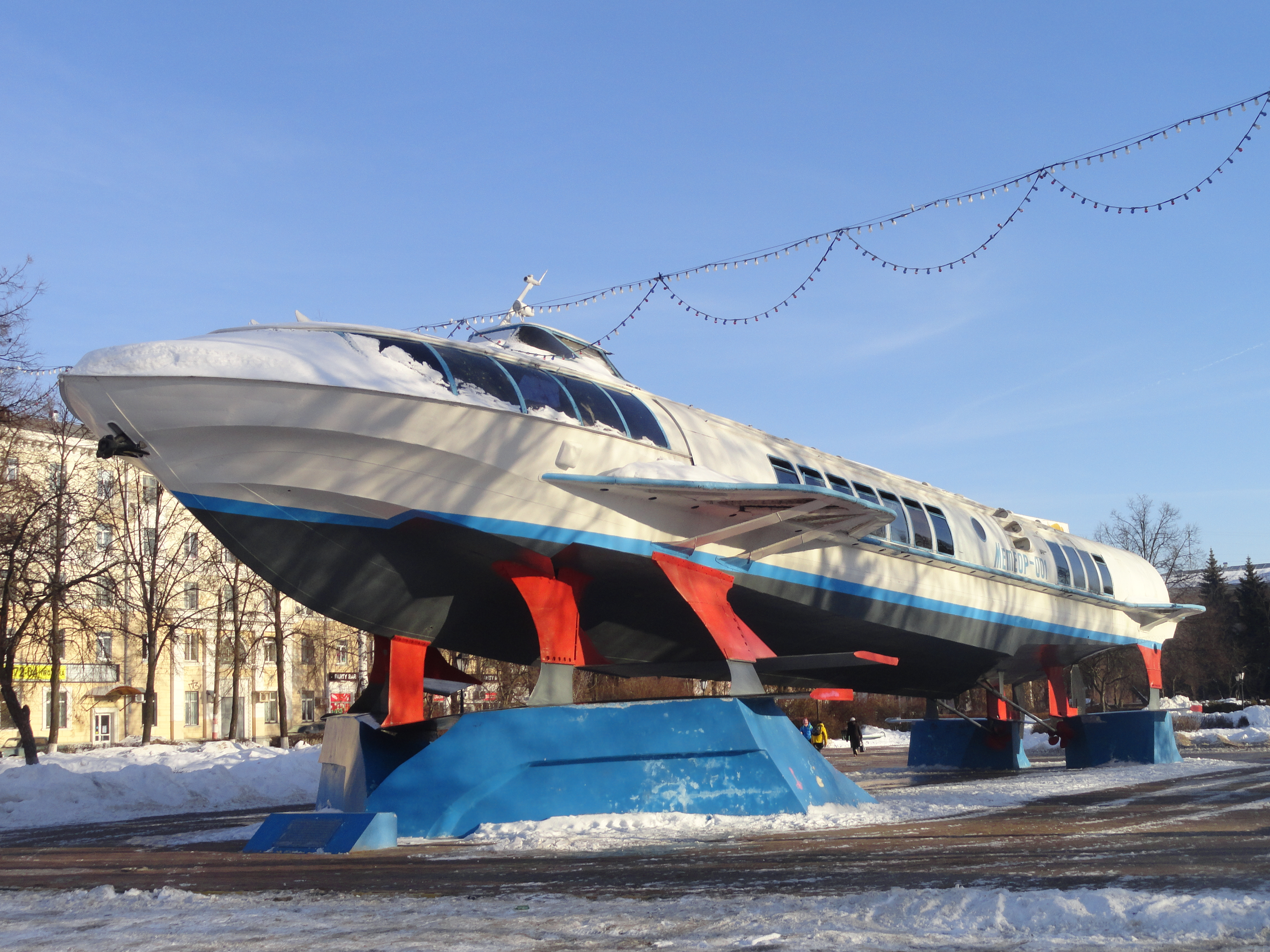
Списанное судно «Метеор-001» (ранее «Метеор-8»), ставшее памятником в Нижнем Новгороде, 2016 год.
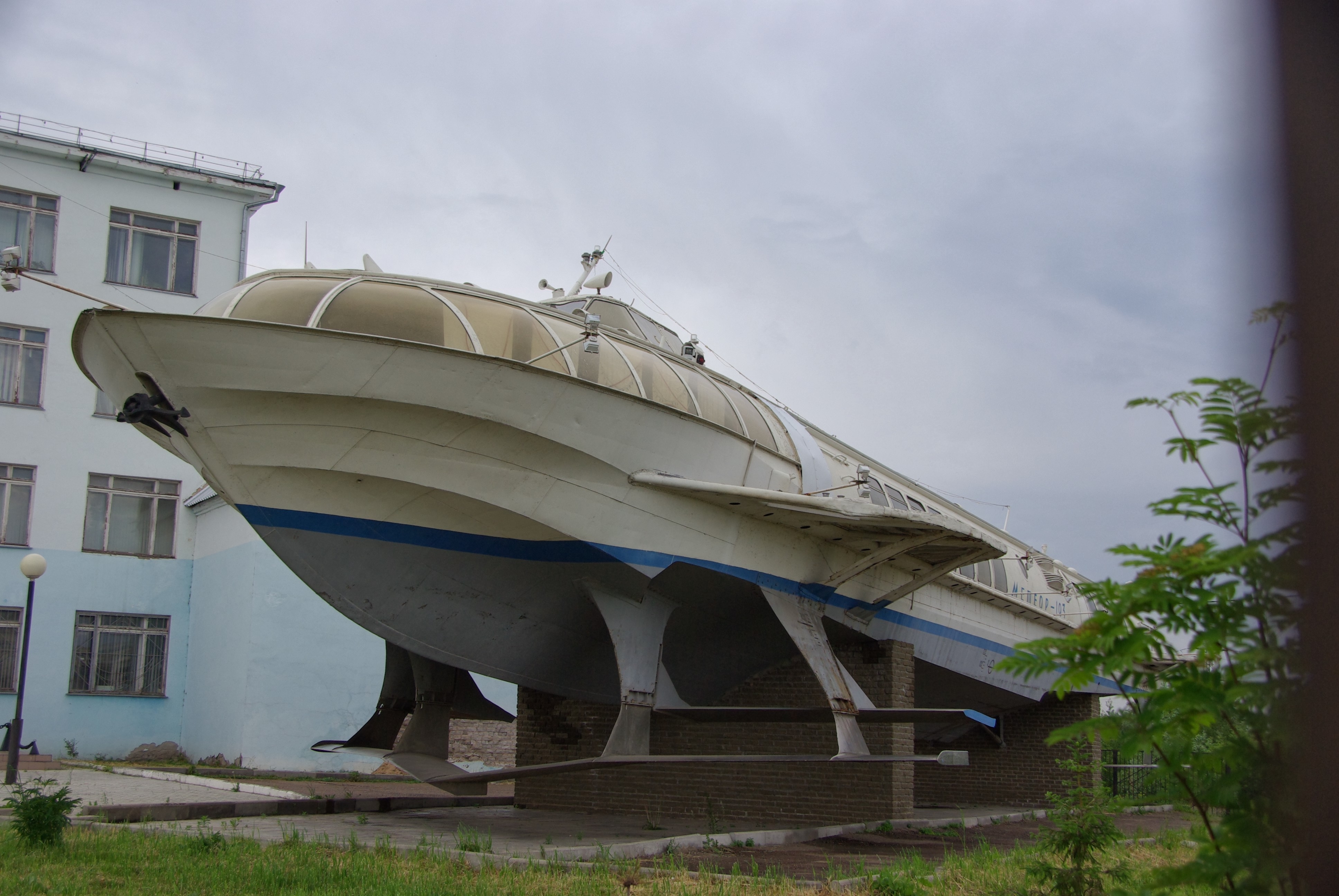
Списанное судно «Метеор-193», ставшее памятником в Казани, 2011 год.